# Jean Soreth
Le bienheureux Jean Soreth (Caen, 1394 - Angers, le 25 juillet 1471) est un frère carme du couvent de Caen qui devient par la suite le 25e prieur général de l'ordre du Carmel. C'est un des grands réformateurs de son ordre, le faisant revenir non sans peine à la stricte observance de la règle du Carmel. Il joue aussi un rôle extrêmement important dans la fondation, en 1452, de l'ordre des Carmélites (second ordre) ainsi que du tiers-ordre (composé de laïques). Il meurt à Angers, probablement empoisonné à la suite de sa visite au couvent de Nantes.

## Biographie
Jean Soreth est né à Caen en 1394. Il entre au couvent des Carmes de Caen.

### Formation
Jean Soreth est ordonné prêtre vers l'an 1417. Il obtient sa licence en théologie à l'université de Paris en 1437 puis sa maîtrise (toujours à Paris) le 26 mai 1438. Après cela, il est nommé directeur des études au couvent de son ordre. En 1440, il devient le supérieur provincial de l'ordre en France. En 1451 il est désigné pour être le 25e prieur général de l'ordre du Carmel, qu'il restera jusqu'à sa mort. Il devient l'un des grands réformateurs du Carmel, faisant revenir les moines, non sans peine, à la stricte observance de la règle. En 1452, il est également diplômé docteur honoris causa, en théologie à l'université de Padoue.

### Le réformateur

#### La mitigation de la règle du Carmel
La mitigation de la règle survient après la grande épidémie de Peste noire au milieu du XIVe siècle qui amène un effondrement de la population européenne, accompagnée d'une chute des effectifs des ordres monastiques (dont les Carmes).
Au cours du chapitre de Nantes en 1432, une majorité de Carmes demande à solliciter le pape Eugène IV, pour obtenir une seconde mitigation de la règle donnée en 1209 par saint Albert de Jérusalem (la réforme de 1247 étant considérée comme la première mitigation). La lettre, datée du 15 février 1432, indique que « de nombreux profès de l'Ordre ne peuvent plus observer la règle à cause de sa sévérité et de sa rigueur, tant par la fragilité humaine que par faiblesse du corps. » Deux carmes sont envoyés au pape pour lui transmettre la demande. Le pape Eugène IV répond en 1435, via la bulle Romani Pontificis (datée du 15 février 1432 soit la date de la supplique) à Jean-Fassi (prieur général). Il accorde aux Carmes de pouvoir « librement et licitement demeurer et se promener « dans leurs église, et dans les cloîtres de celles-ci et dans les lieux y attenant aux heures convenables », en outre, il donne la faculté de manger de la chair trois jours par semaine, excepté durant l'Avent et le Carême ainsi qu'aux autres jours où cela est généralement prohibé. »
Cet assouplissement de la règle carmélitaine entraine un relâchement dans les monastères de l'ordre. Ce relâchement est condamné par un certain nombre de moines qui critiquent « un relâchement général ». Cet mitigation sera néanmoins suivie de plusieurs autres amendements et avantages octroyés par différents papes, assouplissant encore la vie dans les couvents de l'ordre.

#### Le retour à la règle (Contre-Réforme)
Dans ce contexte de conflit au sein de l'ordre entre les partisans d'un assouplissement des rigueurs monastiques et les partisans d'un retour à la règle initiale, Jean Soreth est resté dans les mémoires comme un réformateur, qui, par ses efforts constants, a tenté de ramener l'ordre du Carmel à sa pratique religieuse initiale. Son activité a pris deux directions :
- inculquer le respect de la règle et des constitutions ;
- et l'introduction à l'observance dans les couvents autant qu'il le pouvait. C'est-à-dire le respect dans son sens spécifique à l'égard de la pauvreté et au recueillement tant intérieur qu'extérieur.

Ces deux points ont été fixés dans des bulles pontificales, les décrets des chapitres généraux et provinciaux, une nouvelle édition des Constitutions et un commentaire de la règle. Le « respect de la règle » a été imposé par l'autorité et était obligatoire pour tous. Le second point dépendait plus de la volonté des individus ou des groupes qui désiraient une plus grande perfection de vie monastique. C'est ce désir des moines que le général de l'ordre a reconnu, favorisé et défendu (même si ce fut en proclamant les décrets et l'octroi de privilèges adaptés).
Pour établir sa réforme, Jean Soreth, s'appuie sur les couvents et les moines qui souhaitent rester fidèles à l'austérité de la règle initiale. Au niveau de chaque couvent il s'appuie sur les moines partisans de sa réforme, les incite à rester sous l'obéissance des provinciaux et servir de noyau d'encrage pour fédérer progressivement les carmes ayant choisi une option plus libérale. Il se tourne également vers la congrégation de Mantoue, pour les soutenir dans leur démarche et les encourager à rester dans l'ordre.
Pour sa réforme, Jean Soret s'appuie sur la décision officiellement (baptisée « Callixtine ») entérinée par le chapitre général de Paris en 1456 et confirmée par le pape Calixte III 13 avril 1457. Une seconde déclaration approuvée par le pape Eugène IV complète le cadre réglementaire.
Par sa tentative de réforme du carmel, le père Soreth anticipe celle que Thérèse d'Avila mènera un siècle plus tard. Cependant, ses efforts de réforme seront partiellement annulés après sa mort, par la publication de la bulle Dum attente meditatatione du pape Sixte IV le 28 novembre 1476, qui accorde des libertés plus grandes (appelée communément « Mare magnum »), ainsi que de nombreux avantages aux ordres mendiants.

#### Sa vision de la vie Carmélitaine
Afin de mieux expliquer ses pensées sur le mode de vie carmélitain, il compose la Expositio parænetica in Regulam Carmelitarum : une exhortation à la présentation de la règle des Carmes. Ce document contient des conseils paternels et des exhortations chaleureuses aux moines : non seulement d'observer les règles indispensables, mais aussi d'atteindre l'esprit de la règle, la perfection de la vie ordinaire. Le traité tout entier est imprégné de son expérience personnelle en tant que religieux, provincial et général de l'ordre. Dans ce document, il présente le charisme carmélitain en s'appuyant sur les pères du monachisme (saint Bernard, saint Cassien) ainsi que sur les intentions des premiers ermites installés sur le mont Carmel.
Jean Soreth essaie de faire comprendre que, malgré la mitigation de la règle par Eugène IV amenant une série de mesures d'atténuation de la vie ascétique, le point sur lequel les frères carmes devaient être fermes et intransigeants était la recherche de l'union à Dieu, et la pratique constante de l'oraison. Revenant à la doctrine de saint Cassien et à l'enseignement de tout le monachisme chrétien, le père Soreth indique que la perfection monastique est dans la recherche personnelle de la purification du cœur (du moine), avec vigilance et une communion continuelle à Dieu. Il précise que toute la vie carmélitaine tourne autour de ces points, d'où le besoin et la nécessité de la solitude, de la vie fraternelle, du silence dans la vie quotidienne et de tous les moyens de mortification et de pénitence toujours pratiqués par amour (de Dieu).
Jean Soreth indique que pour le moine carme, sa « cellule » est pour lui sa « terre sainte », le lieu que la règle lui a désigné pour réaliser son idéal d'union à Dieu. Il indique également que la méditation intense est considérée comme le moyen d'accéder à la contemplation. Il indique également que les frères carmes apprécient un style de vie austère et cherchent une « réelle pauvreté », tant personnelle que communautaire.

#### Le visiteur de communautés
Jean Soreth privilégie les visites dans les couvents de sa juridiction. Quand il est parmi les moines, il semble être un des leurs plutôt que le général de la congrégation. Il préside aux chapitres, remet les statuts en règle, œuvre à la protection de la règle et des constitutions. La rubrique IV de la deuxième partie des constitutions, qui indique la manière de conduire les visites canoniques, est réarrangée et promulguée par ses soins en 1462. Certains historiens supposent que sa méthode était de s'intéresser minutieusement à chaque couvent, afin d'étudier les causes des défauts éventuels et de prescrire les remèdes. Puis, de revenir afin d'être assuré que les religieux avaient vraiment progressé les directions indiquées.

### Les fondations nouvelles

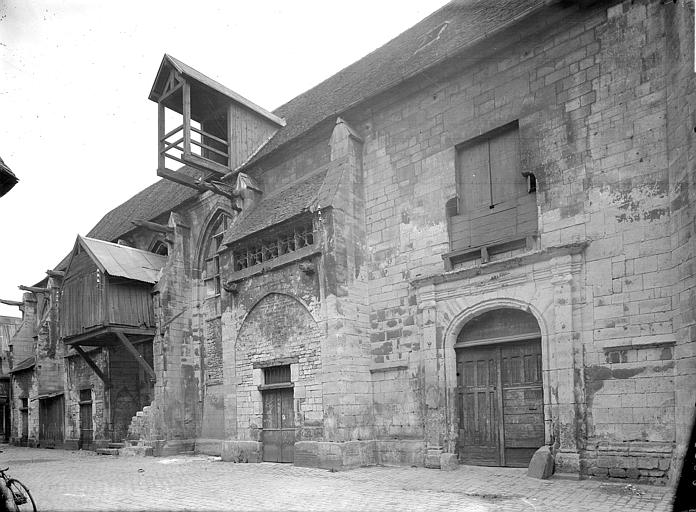
Couvent des Carmélites de Caen, détruit en 1944.

Une autre activité de Jean Soreth concerne la mise en place des carmélites au sein de l'ordre du Carmel :
- dès 1452 il reçoit les béguines du monastère « Ten Elsen » de Gueldre sous la direction de l'ordre, ;
- la même année il découvre à Florence, une communauté de femmes, regroupées dans une maison depuis 1450 et ayant revêtu le manteau de l'ordre du Carmel.

Pour régler les divers problèmes canoniques liés à la vie de ces femmes en communauté il fait appel au Pape, qui l'année suivante, via la bulle Cum Nulla du 7 octobre 1452 adressée par Nicolas V au général de « l'Ordre de Notre Dame du Carmel » à Rome autorise le provincial de l'ordre « à accepter l'admission dans l'ordre, et mettre sous sa protection, les vierges pieuses, les veuves, les béguines et mantellate qui vivent en groupe ou individuellement, et qui souhaiteraient porter l'habit (du carmel). »
- En 1455, il intègre dans l'ordre les « Sœurs cloîtrées » de Nieukirk. Au cours de la même période, le monastère de Dinant est fondé, puis le monastère de Liège en 1457, de Harlem et de Huy en 1466.
- En 1463, le couvent des Trois Marie de Vannes est créé dans le duché de Bretagne, et dans ce même couvent, le 25 mars 1468, Jean Soreth reçoit les vœux de la bienheureuse Françoise d'Amboise, duchesse de Bretagne[1].
- En 1468 les monastères de Namur est inauguré. Celui de Vilvorde est fondé en 1469.

Jean Soreth, par la bulle Cum Nulla de 1452, organise et structure les communautés naissantes du Tiers-Ordre carmélite. En 1455 il établit une règle pour ce Tiers-Ordre séculier.

### Le décès
En 1469, Jean Soreth préside le chapitre de l'ordre à Aurillac. De là, il se rend au couvent de Nantes où il supervise la réforme du monastère. Alors qu'il semble avoir réussi sa réforme, il tombe brusquement malade (probablement à la suite d'un empoisonnement) après un déjeuner au cours duquel le prieur du couvent décède subitement. Jean Soreth, très affaibli, rentre à Angers, où il décède le 25 juillet 1471. La tradition rapporte qu'il se prépare à une sainte mort, pardonnant à son empoisonneur et en invoquant Marie et Jésus. Une tradition, non confirmée, déclare qu'il a été empoisonné par un moine qui était en désaccord avec sa réforme de l'ordre.
À son décès, Jean-Baptiste Spagnoli lui dédie une élégie.

## Béatification et culte
Jean Soreth est béatifié par le pape Pie IX le 3 mai 1866.
Sa mémoire étant célébrée le 25 juillet, soit le même jour que la fête de l'apôtre saint Jacques, cette dernière, suivant les règles canoniques de préséances, prime sur celle de Jean de Soreth qui est généralement oubliée. C'est pourquoi dans l'ordre du Carmel, Jean Soreth est célébré le 28 juillet. En France (dans l'ordre des Carmes déchaux), sa mémoire est obligatoire.
Jean Soreth est représenté avec un ciboire dans sa main, en mémoire d'un événement qui a eu lieu à Liège lors de la dévastation de la ville par Charles le Téméraire, duc de Bourgogne et comte de Flandre en 1468. Bravant la mort, le Jean Soreth ramassa les hosties que la populace avait saisies et jetées sur le sol, et les transporta dans l'église de son ordre.